# Tex Watson
Charles Denton "Tex" Watson (n. 2 decembrie 1945, Dallas, Texas) este un criminal american, cunoscut pentru apartenența sa la gruparea  "Familia Manson" condusă de Charles Manson. În noaptea de 9 august 1969, Watson, împreună cu Patricia Krenwinkel și Susan Atkins, au pătruns în reședința actriței Sharon Tate, situată pe strada Cielo Drive din Benedict Canyon, Los Angeles. Ceilalți cinci oaspeți din casă, Jay Sebring, Wojciech Frykowski, Abigail Folger și Steven Parent, au fost, de asemenea, uciși în mod brutal. După aceasta, Watson a participat la uciderea lui Leno și Rosemary LaBianca, care a avut loc în noaptea următoare, la Los Feliz, Los Angeles.
Watson a fost judecat și găsit vinovat de comiterea crimelor și a fost condamnat la moarte în anul 1971, după ce a petrecut doi ani în închisoare.

## Copilăria
Watson s-a născut în Dallas, Texas, pe 2 decembrie 1945, și a crescut în Copeville, în apropiere. Charles "Tex" Watson a crescut într-o familie religioasă, unde a fost cel mai mic din trei copii.  Părinții săi, James și Jean Watson, au fost membri activi ai bisericii Baptiste locale. Watson a fost un elev de succes, redactor la ziarul școlii și căpitan al echipei de fotbal, stabilind și un record de stat pentru proba de sărituri cu obstacole la Farmersville High School. În septembrie 1964, Watson s-a mutat în Denton, Texas, pentru a urma cursurile Universității North Texas, unde a devenit membru al frăției Pi Kappa Alpha.

## Familia Manson
În ianuarie 1967, Watson a început să lucreze la Braniff International ca operator de bagaje, ocazie cu care a beneficiat de bilete de avion gratuite ce i-au permis să călătorească. Într-una din aceste călătorii, el a ajuns în Los Angeles, unde s-a întâlnit cu un frate de frăție și a fost atras de stilul de viață psihedelic și muzical specific sfârșitului anilor '60. 
Într-o zi, Watson l-a luat pe Dennis Wilson de la The Beach Boys în timp ce făcea autostopul și l-a adus la el acasă, unde a făcut cunoștință pentru prima dată cu familia Manson, care locuia cu Wilson. 

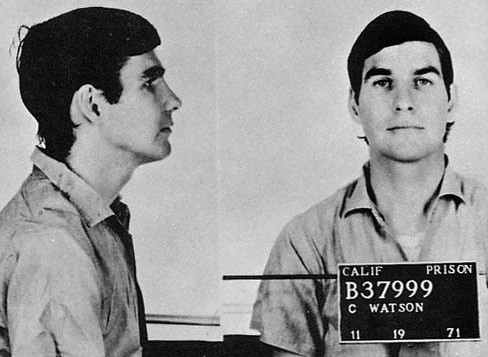
Fotografia de identificare a lui Charles "Tex" Watson (1971)

## Traficul de droguri și Bernard Crowe
În decembrie 1968, Watson a părăsit familia Manson. S-a mutat cu o femeie care vindea mici cantități de marijuana și LSD prietenilor săi devenind amantul ei. Cei doi au dus o viață relativ normală la Hollywood timp de câteva luni, îmbunătățindu-și afacerile, până când Watson a devenit nervos și s-a reîntors în Familie.
Urmând ordinele lui Manson de a "găsi bani pentru Helter Skelter", Watson a pus la cale să fure bani de la prietenul iubitei sale, Bernard Crowe. Crowe a sunat la fermă, a vorbit cu Charles Manson și i-a spus că va veni la fermă și îi va ucide pe toți dacă nu-și va recupera banii. Ca răspuns, Manson l-a împușcat pe Crowe în stomac folosind același pistol pe care Watson avea să-l folosească în crimele Tate. 
Bernard Crowe a supraviețuit atacului armat și a depus mărturie împotriva membrilor familiei Manson în timpul procesului.

## Omuciderile Tate-LaBianca

### Crimele Tate
La data de 9 august 1969, Tex Watson, împreună cu Susan Atkins, Linda Kasabian și Patricia Krenwinkel, au efectuat o vizită la locuința de pe 10050 Cielo Drive, care aparținea lui Roman Polanski și a soției sale, Sharon Tate. În calitate de membru al familiei Manson, Watson a condus grupul și a fost unul dintre principalii autori ai crimei care a urmat. 
Cei patru indivizi au ucis cu cruzime toate cele patru persoane aflate în interiorul casei, inclusiv pe Sharon Tate, care era însărcinată în 8 luni, și pe prietenii ei, Abigail Folger și Wojciech Frykowski, precum și pe Jay Sebring, hairstylistul lui Tate. De asemenea, au ucis și pe Steven Parent, un tânăr care se afla în vizită la casa de lângă locuința lui Polanski. Abigail Folger a fost înjunghiată de 28 de ori, în timp ce celelalte victime au fost ucise cu lovituri de cuțit și gloanțe.

### Crimele LaBianca
În noaptea următoare, Watson și alte șase persoane au mers la casa lui Leno și a lui Rosemary LaBianca. Manson și Watson au intrat în casă. Potrivit cărții lui Watson, Will You Die For Me?, Manson și el au intrat în casă, în timp ce ceilalți membri ai bandei au rămas afară. Manson a amenințat cuplul cu o armă, iar Watson i-a legat. Apoi, cu complicitatea celorlalți membri ai bandei, cei doi soți au fost uciși cu lovituri de cuțit.

## Condamnarea
La data de 2 octombrie 1969, Tex Watson a fugit de la ferma Spahn și s-a întors în Texas, statul său natal. La 30 noiembrie 1969, el a fost arestat în Texas pentru implicarea sa în crimele Tate-LaBianca și s-a luptat timp de nouă luni pentru a evita extrădarea în California. După ce a fost adus înapoi în California, Watson a încetat să mai vorbească și să mai mănânce, pierzând aproximativ 55 de kilograme, și a început să regreseze la o stare catatonică. El a fost internat la Spitalul de stat Atascadero pentru o perioadă de evaluare de 90 de zile pentru a se stabili dacă este apt să fie judecat, unde a rămas până în februarie 1971, când a fost considerat apt pentru a fi judecat.
La data de 12 octombrie 1971, Tex Watson a fost condamnat pentru șapte capete de acuzare pentru crimă de gradul întâi și un cap de acuzare pentru complicitate la crimă. După o săptămână, juriul a decis că Watson era sănătos la cap, iar la data de 21 octombrie 1971, a fost condamnat la moarte pentru uciderea a șapte persoane: Abigail Folger, Wojciech Frykowski, Steven Parent, Sharon Tate Polanski (care era însărcinată în opt luni), Jay Sebring, Leno LaBianca și Rosemary LaBianca.
Cu toate acestea, Watson a evitat execuția atunci când decizia Curții Supreme din California, People v. Anderson, a dus la invalidarea tuturor sentințelor la moarte impuse în California înainte de 1972.

## Încarcerarea
După ce a petrecut câțiva ani în închisoare, Watson s-a convertit la creștinism în 1975 și a devenit pastor hirotonit în 1981. Watson a primit o diplomă de licență în Managementul Afacerilor în 2009.
În 1979, s-a căsătorit cu Kristin Joan Svege. Prin intermediul vizitelor conjugale au reușit să aibă patru copii (trei băieți, o fată), dar aceste vizite pentru deținuții pe viață au fost interzise în octombrie 1996. După 24 de ani de căsnicie, Svege a divorțat de Watson după ce a cunoscut un alt bărbat în 2003. Cu toate acestea, Svege și Watson au rămas prieteni. 
În august 1982, un grup cu sediul în California de Sud, numit Cetățeni pentru Adevăr, a adunat aproximativ 80.000 de semnături de petiții și câteva mii de scrisori care se opuneau eliberării condiționate a lui Tex Watson. Grupul a primit sprijin din partea lui Doris Tate, mama victimei Sharon Tate, care a devenit o figură importantă în mișcarea pentru a-i ține pe membrii familiei Manson în închisoare. În anii următori, grupul, împreună cu Doris Tate și fiicele sale Patricia și Debra, au depus petiții cu peste două milioane de semnături, cerând ca Watson și ceilalți membri ai familiei Manson să rămână în închisoare pe viață.
În 2012, Tex Watson a contestat cererea de publicare a înregistrărilor făcute în 1969 cu avocatul său, Bill Boyd. Înregistrările au devenit parte a unei proceduri de faliment în care era implicată firma de avocatură a avocatului decedat. Membri ai Departamentului de Poliție din Los Angeles au declarat că au crezut că înregistrările ar putea conține indicii despre cazuri de crimă nerezolvate în care a fost implicată familia Manson.
Watson a cerut judecătorului să permită poliției să asculte casetele, dar să nu le intre în posesie. Judecătorul Richard A. Schell a decis că Watson a renunțat la privilegiul avocat-client pentru casete după ce i-a permis coautorului memoriilor sale din 1978 să asculte înregistrările. Poliția din Los Angeles a achiziționat casetele, care se presupune că îl conțineau pe Watson mărturisind alte crime, dar se pare că nu a obținut informații noi.
În septembrie 2014, un avocat al lui Leslie Van Houten, numit Richard Pfeiffer, a declarat că se gândește să citeze casetele pentru a căuta informații care ar putea să o ajute pe Van Houten la următoarea audiere de eliberare condiționată. Van Houten a fost, de asemenea, implicată în crimele comise de familia Manson și a fost condamnată la închisoare pe viață pentru complicitate la uciderea lui Leno și Rosemary LaBianca.
Conform datelor disponibile, data minimă eligibilă pentru eliberarea condiționată a lui Tex Watson a fost 26 noiembrie 1976. De atunci, i s-a refuzat eliberarea condiționată de 18 ori, inclusiv în urma a două stipulații. Cel mai recent, i s-a refuzat eliberarea condiționată pentru cinci ani în cadrul unei audieri a consiliului din octombrie 2021.
În prezent, Watson rămâne încarcerat la Richard J. Donovan Correctional Facility din San Diego, California.